# 奧斯塔歐洲螯蝦
奧斯塔歐洲螯蝦（學名Astacus astacus），又名北歐螯蝦，是歐洲的一種螯蝦。它們只限於淡水環境，包括泉、河流及湖泊。它們分佈在由法國經中歐至巴爾幹半島，北至不列顛群島、斯堪的納維亞、前蘇聯西部的地區。雄蝦可以長達16厘米，雌蝦則長12厘米。

## 生態
奧斯塔歐洲螫蝦是夜間活動的，主要吃蠕蟲、水生昆蟲、軟體動物及植物，日間會留在巢穴中休息。它們要3-4歲經過多次脫殼後才達至性成熟，並於10月至11月間繁殖。卵會附在雌蝦的腹足，到了翌年5月就會孵化。它們主要的天敵是貂、鰻、鱸魚、白斑狗魚、水獺及麝鼠。

## 食用
奧斯塔歐洲螫蝦曾一度很豐富，是最為可口的螯蝦。 它們受到入侵物種通訊螯蝦帶來的龍蝦瘟疫真菌所感染，國際自然保護聯盟因而將它們列為易危。 食用奧斯塔歐洲螯蝦可以追溯至中世紀，當時在瑞典貴族中甚為流行，並於17世紀至18世紀擴展至所有社會階級。漁民是以籠捕捉它們，後來發展至人工養殖。 食用螯蝦是斯堪的納維亞的傳統文化，如在夏末的小龍蝦派對。

## 蝦紅素
蝦紅素是消化酶的一類，最初是於1990年代在奧斯塔歐洲螯蝦中發現。蝦紅素包含了超過20種酶，在水螅至人類身上都可以找到。